# Zerynthia polyxena
Zerynthia polyxena este o specie de fluture aparținând familiei fluturilor Papilionidae.

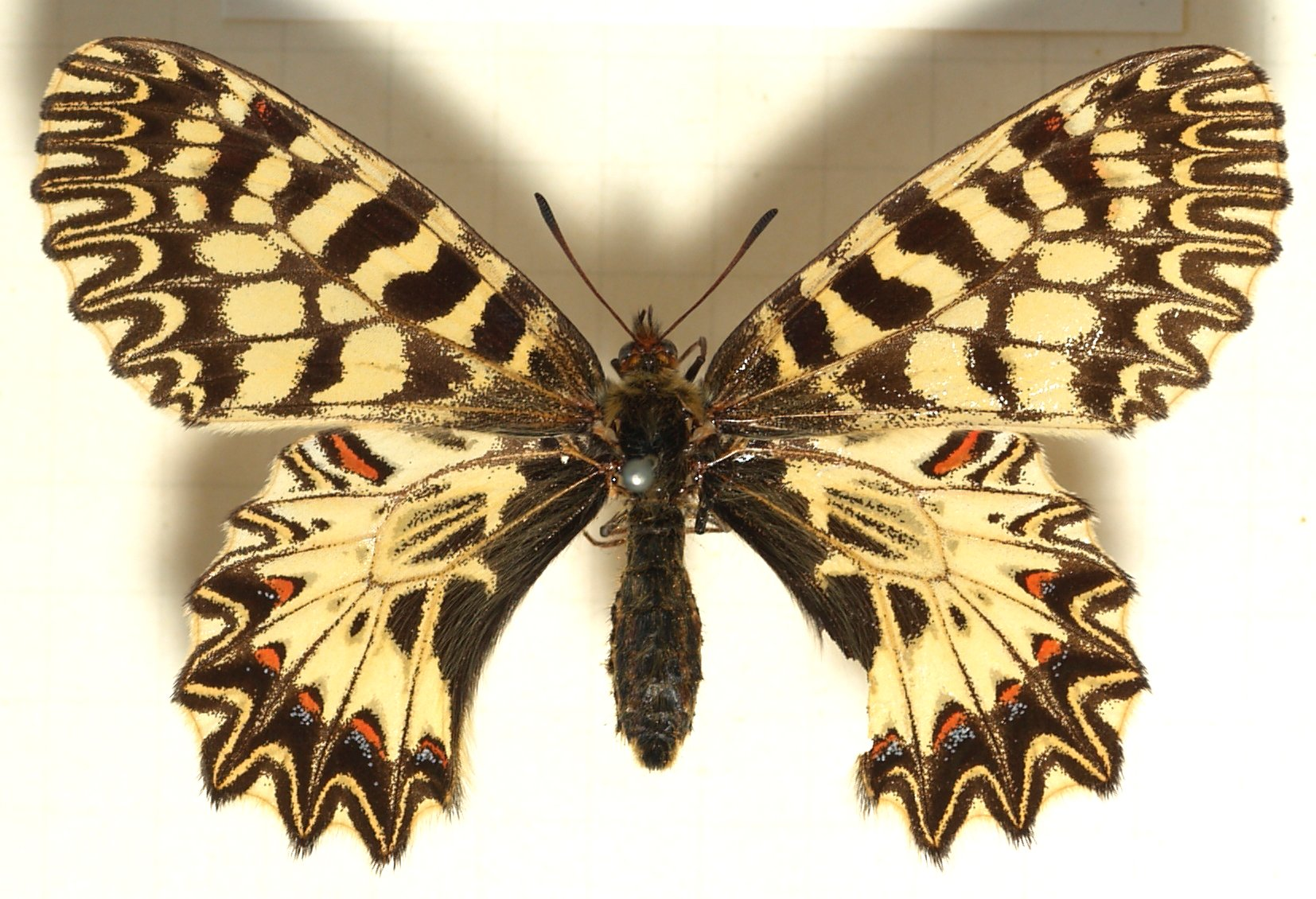
Specimen

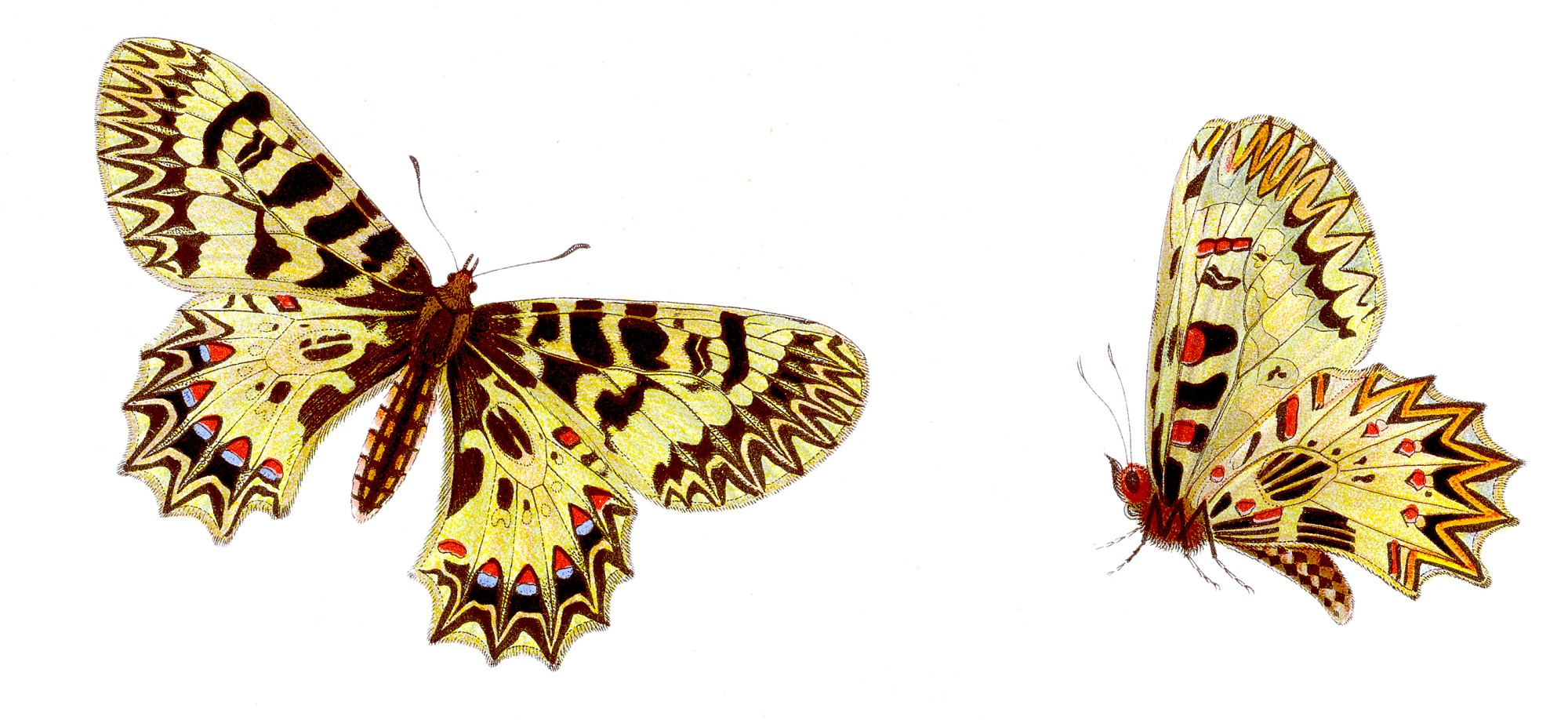
Ilustrație

## Distribuție

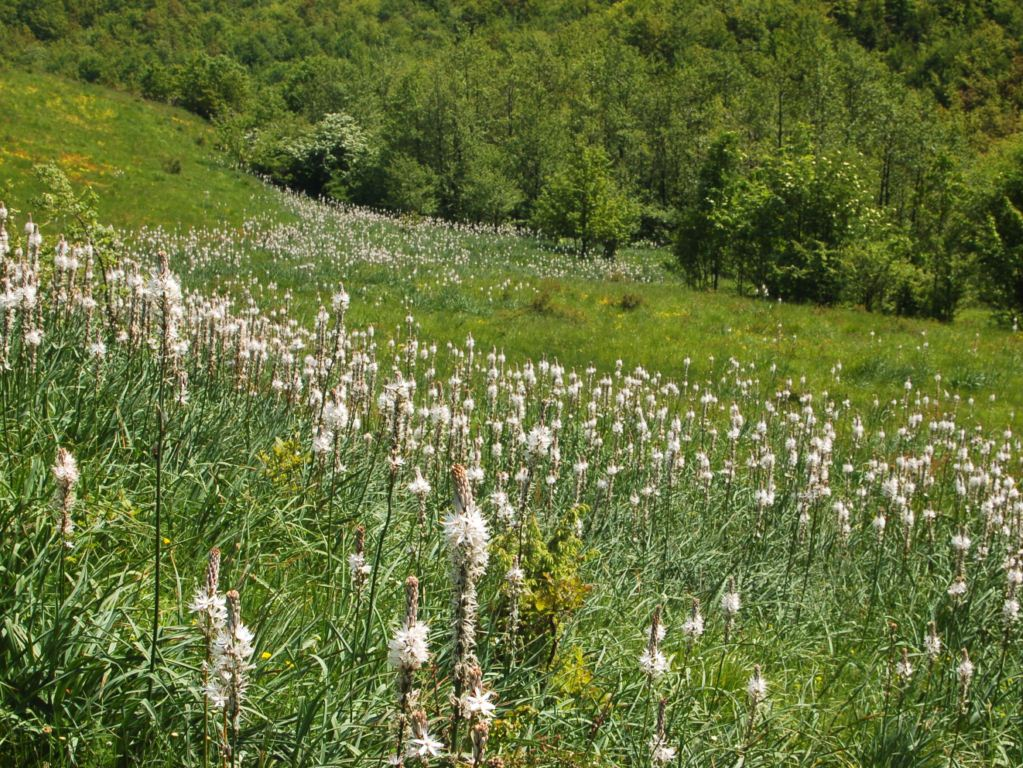
Habitat de Z. polyxena, Parcul Regional de Capanne di Marcarolo (Piemont), aproximativ 900 m. deasupra nivelului mării

Z. polyxena este larg răspândit în Europa centrală și de sud (sud-estul Franței, Italia, Slovacia și Grecia), acoperinf Balcanii și ajungând până în sudul Kazahstanului și la Urali. Deși sunt foarte răspândiți, fluturii apar doar la nivel local.

## Habitat
Acești fluturi rari pot fi găsiți în locuri calde, însorite și  deschise, precum pășuni bogate, viță de vie, pe malurile râurilor, zone umede, zone cultivate, zone pustii, stânci și terenuri carstice, la o altitudine de aproximativ 1700 de metri deasupra nivelului mării, dar, de obicei, sub 900 de metri.

## Descriere

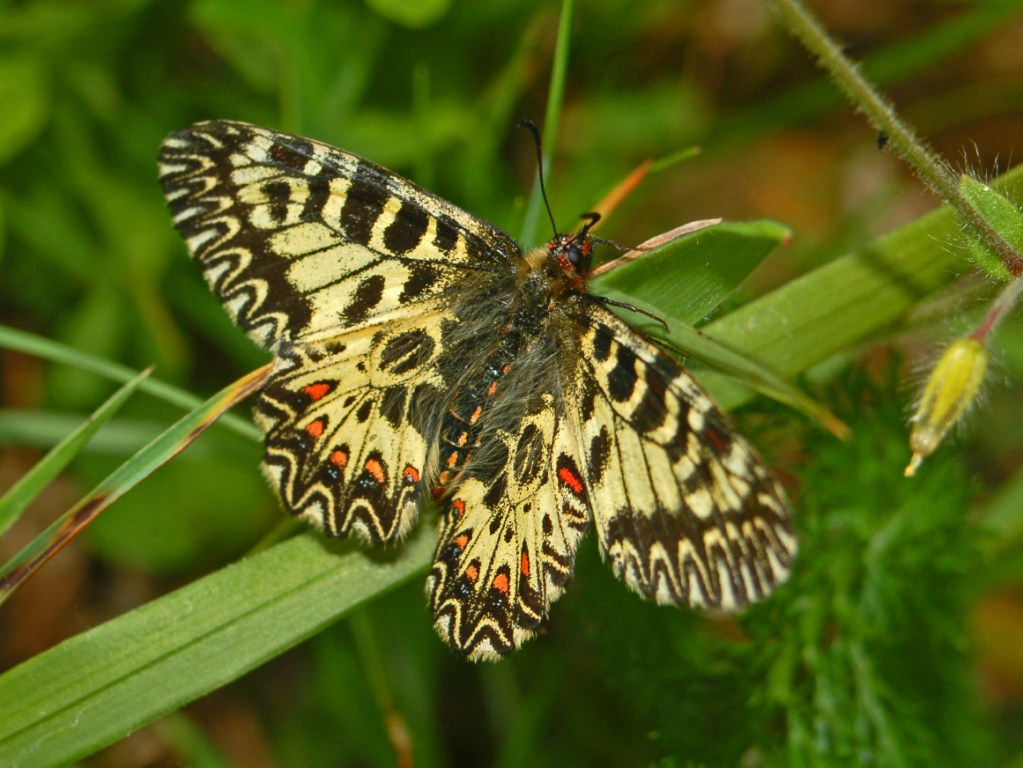
Vedere dorsală

Z. polyxena poate ajunge la o anvergură a aripilor de 46-52 mm. Femelele au aripi ușor mai lungi, de obicei de culoare mai deschisă decât a masculilor. Culoarea de bază a aripilor este galben, cu un model complicat format din mai multe benzi și pete negre.
Pe marginile aripilor posterioare au o linie neagră sinuoasă, cu o serie pete albastre și roșii de avertizare pentru a-i descuraja pe eventualii prădători (aposematism). Corpul este de culoare maro și are pete roșii pe părțile laterale ale abdomenului.
Această specie este similară cu Zerynthia rumina, Zerynthia cerisyi și Zerynthia cretica. Cu toate acestea, acest fluture poate fi confundat numai cu Z. rumina. Diferențele sunt prezența de albastru pe aripile posterioare la Z. polyxena și cantitate mai mică de roșu pe aripile anterioare comparativ cu Z. rumina. Habitatele acestor două specii se suprapun doar în sud-estul Franței.

Omizile de Z. polyxena sunt de până la 35 de milimetri lungime. Acestea sunt inițial negre, apoi devin de culoare gălbuie, cu șase rânduri de țepi cărnoși portocalii și negri peste corp.

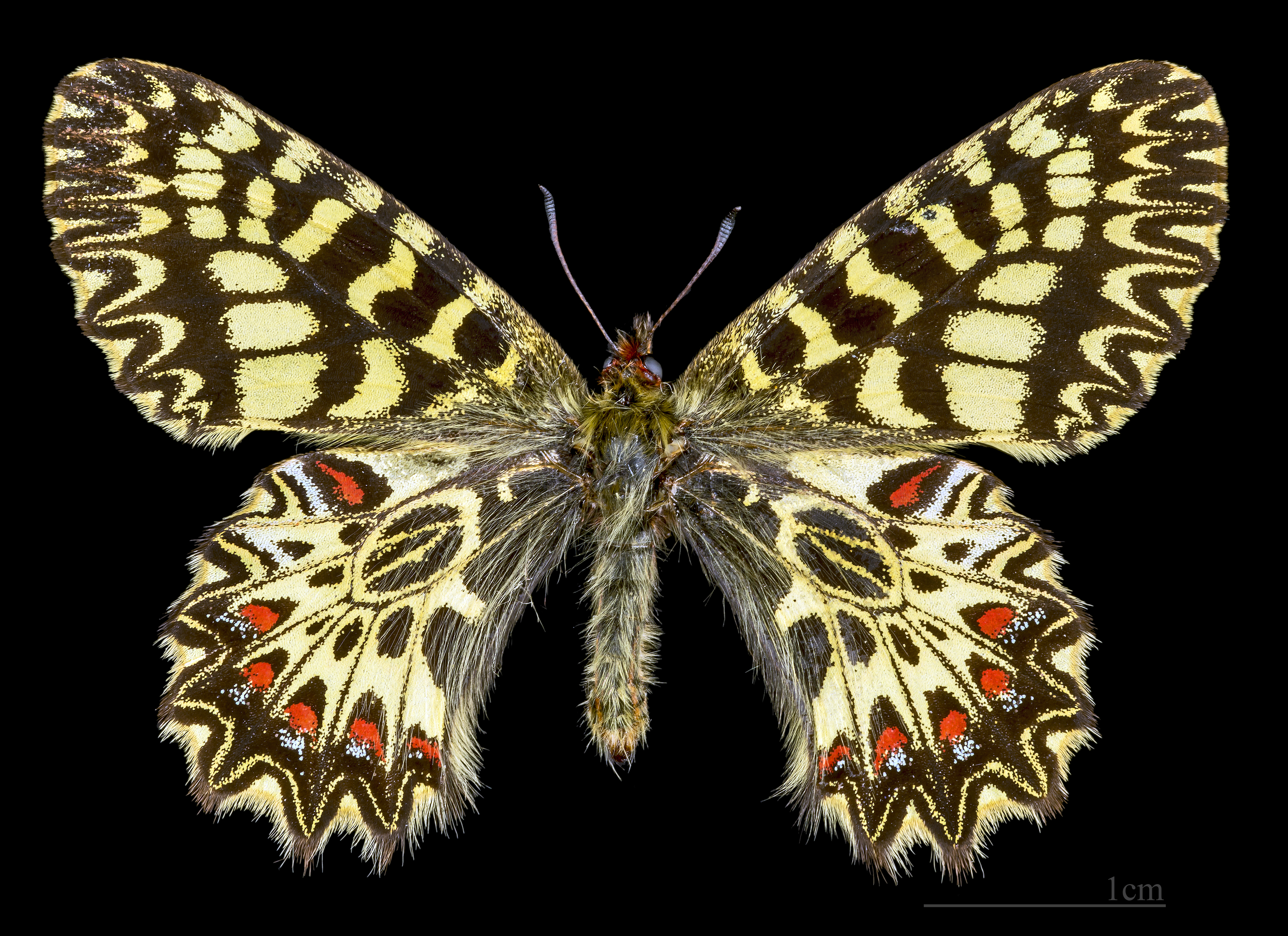
Mascul dorsal
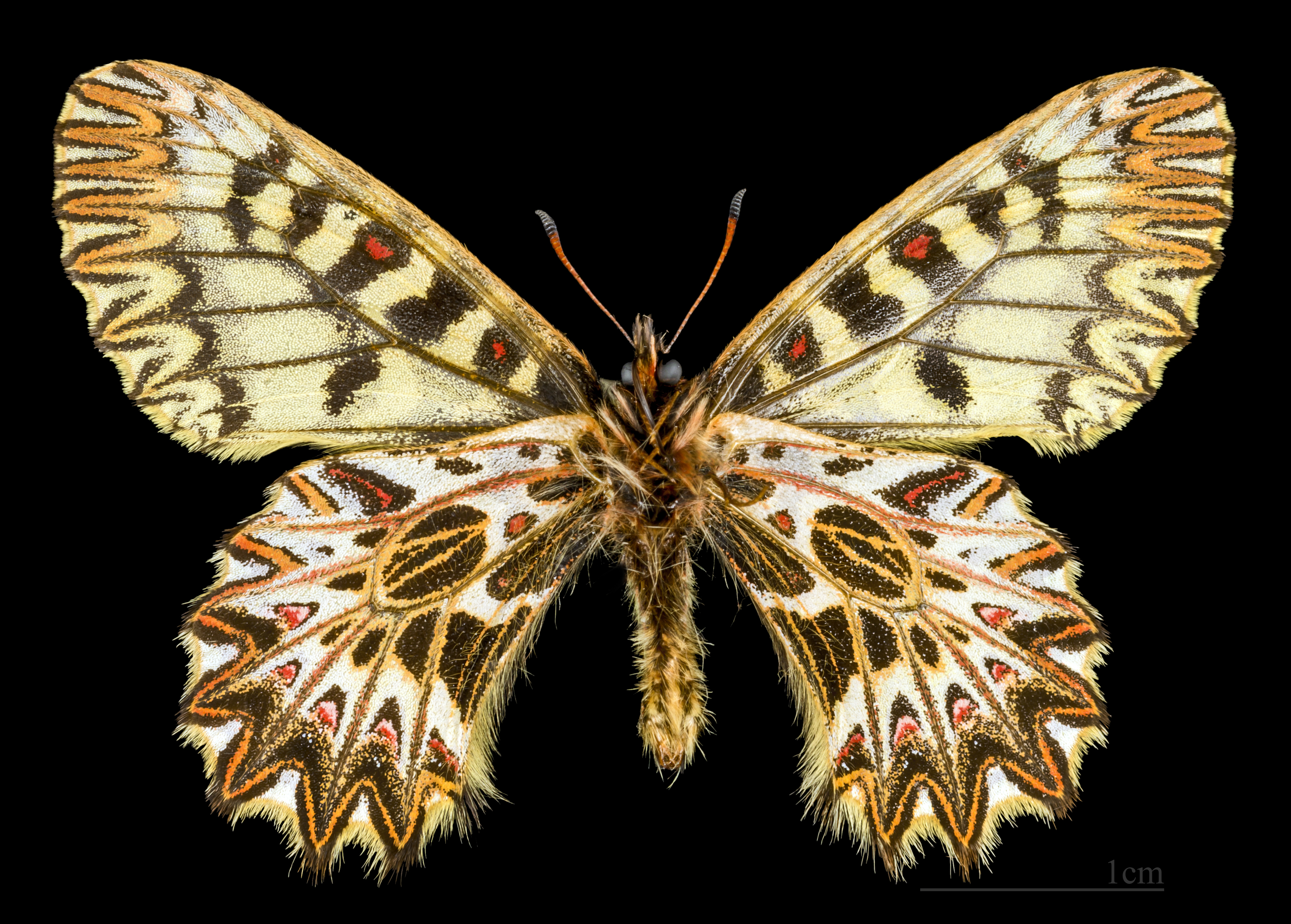
Mascul ventral
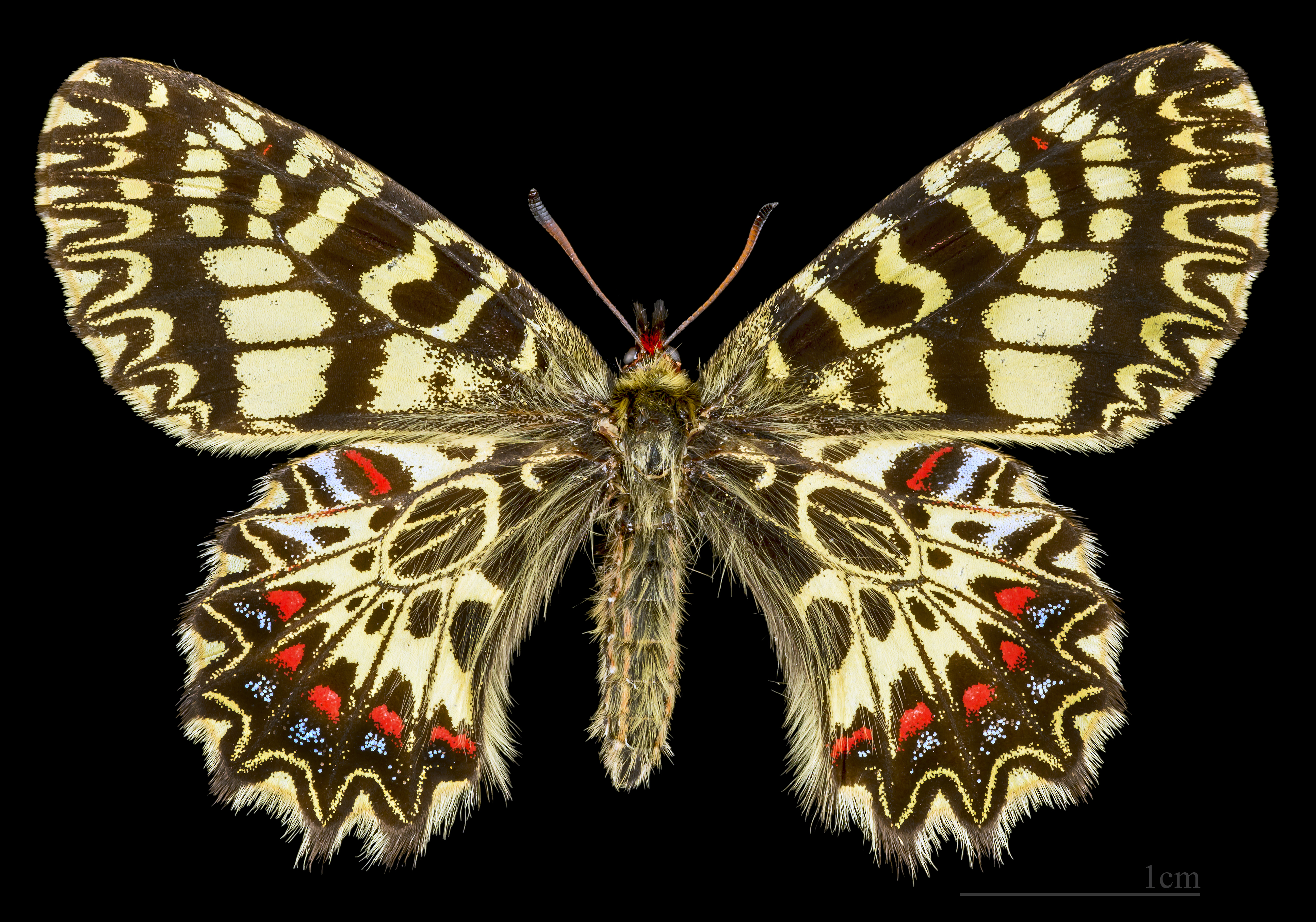
Femelă dorsală
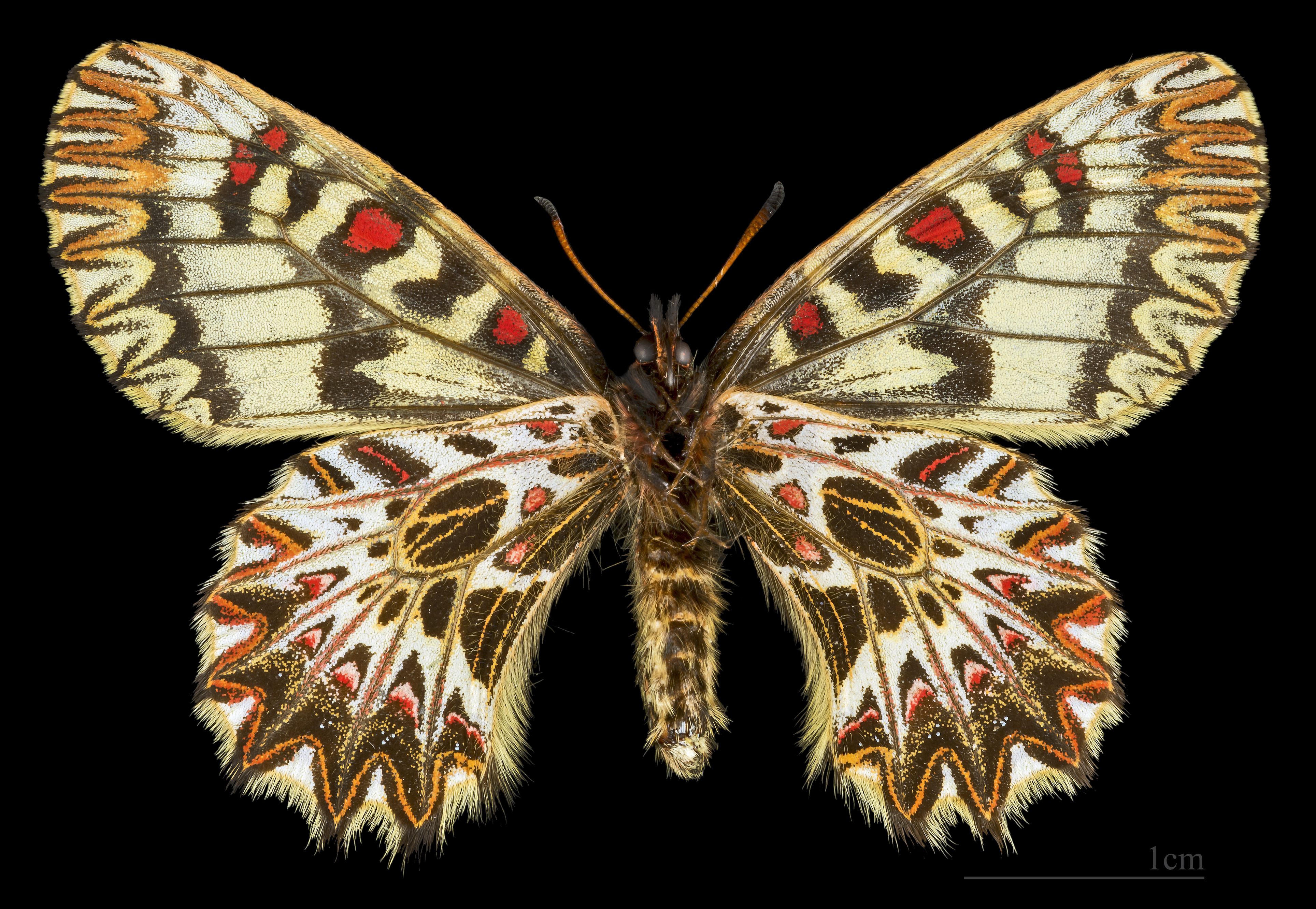
Femelă ventrală

## Biologie
Este un fluture care apare primăvara devreme. Adulții zboară în perioada aprilie-iunie într-un singur puiet. Adulții sunt activi pentru nu mai mult de trei săptămâni. Femelele depun ouăle izolat sau în grupuri mici în partea de jos a plantelor gazdă. Ouăle sunt sferice și albicioase la început și de culoare albăstruie înainte de ecloziune. Omizile se hrănesc cu plante precum Aristolochia clematitis, Aristolochia rotunda, Aristolochia pistolochia, Aristolochia pallida. Plantele care servesc ca hrană larvelor oferă substanțele toxice care sunt păstrate la adulți, ceea ce îi face necomestibili. Omizile tinere se hrănesc la început cu flori și lăstari tineri, iar după a doua năpârlire se hrănesc cu frunze. Pupele rămân legate cu un suport de mătase pentru iernare, iar noii adulți ies în primăvara anului viitor.